# Église du Sers
L'église du Sers, située dans la ville du Sers en Tunisie, est une église catholique construite en 1953 pendant le protectorat français. Cédée au gouvernement tunisien en 1964, elle est à l'état d'abandon.

## Historique de l'église

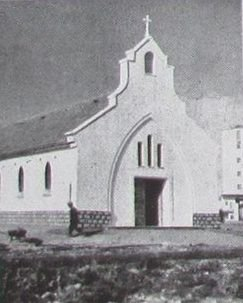
Vue de l'église vers 1954.

Il faut attendre 1953 pour que la ville du Sers bénéficie d'un lieu de culte permanent. Jusque-là, cette petite bourgade agricole est considérée comme une simple annexe de la paroisse d'Ebba Ksour créée en 1941 et les offices se tiennent dans des locaux prêtés pour l'occasion.
Pour répondre au désir de la population catholique de disposer d'une église, un comité est créé par deux habitants de la ville, MM. Reynaud et Prenat, et soutenu financièrement par les paroissiens catholiques de la ville. Leurs dons permettent de lancer le chantier au milieu de l'année 1953. Pour dessiner les plans de l'édifice, l'archevêché fait appel à l'architecte Jean-Marcel Seignouret qui a déjà plusieurs constructions à son actif en Tunisie, tels la gare de Tunis, l'école supérieure des filles à Bizerte et l'immeuble des Assurances générales à Tunis. Il est également l'architecte de l'église de Beni M'Tir achevée en 1952.
Au bout de six mois de travaux, l'église du Sers est bénie par l'archevêque de Carthage, Mgr Maurice Perrin, le 29 décembre 1953. Composée d'une nef unique séparée du chœur par un arc-triomphal ogival, elle est éclairée par des ouvertures en forme d'arcs d'ogive. Comme beaucoup d'autres petites églises de Tunisie, la cloche est installée dans un clocher-arcade.

## Indépendance de la Tunisie
L'indépendance du pays provoque le départ de nombreux Européens vers la France et l'Italie mais la région, essentiellement agricole, est moins touchée que les grandes villes par le départ des fonctionnaires. La nationalisation des terres européennes le 12 mai 1964 change tout. Les colons français comme italiens sont expulsés de leur maison et n'ont d'autre choix que de quitter la région. Le modus vivendi signé entre le gouvernement tunisien et le Vatican le 10 juillet 1964 prend acte de cette disparition de la communauté chrétienne du Sers. Son église est cédée au gouvernement tunisien avec l'assurance qu'elle ne sera utilisée qu'à des fins d'intérêt public compatibles avec son ancienne destination.
Après avoir abrité la maison de jeunes de la ville, elle est actuellement abandonnée.

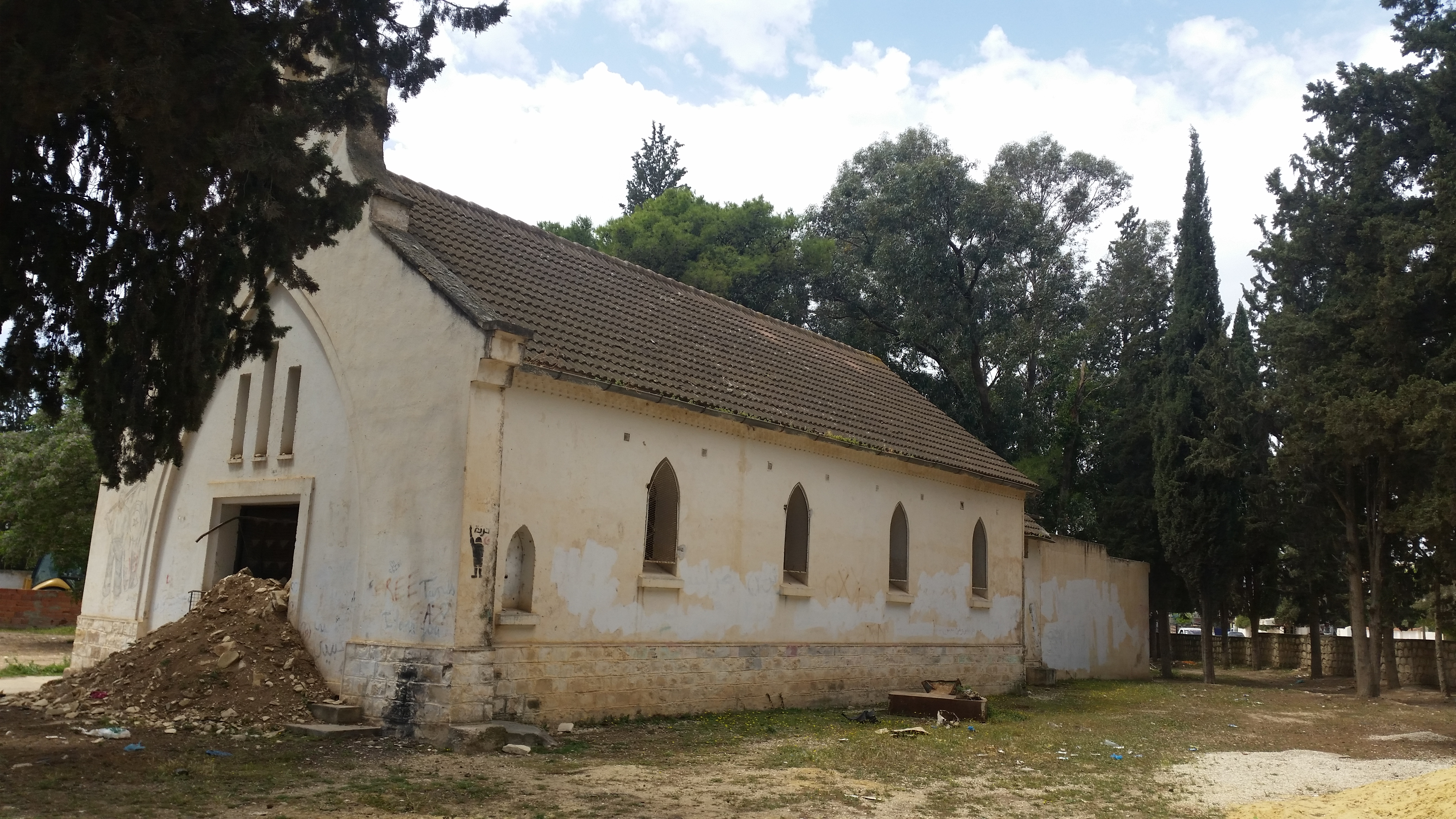
Façade nord.
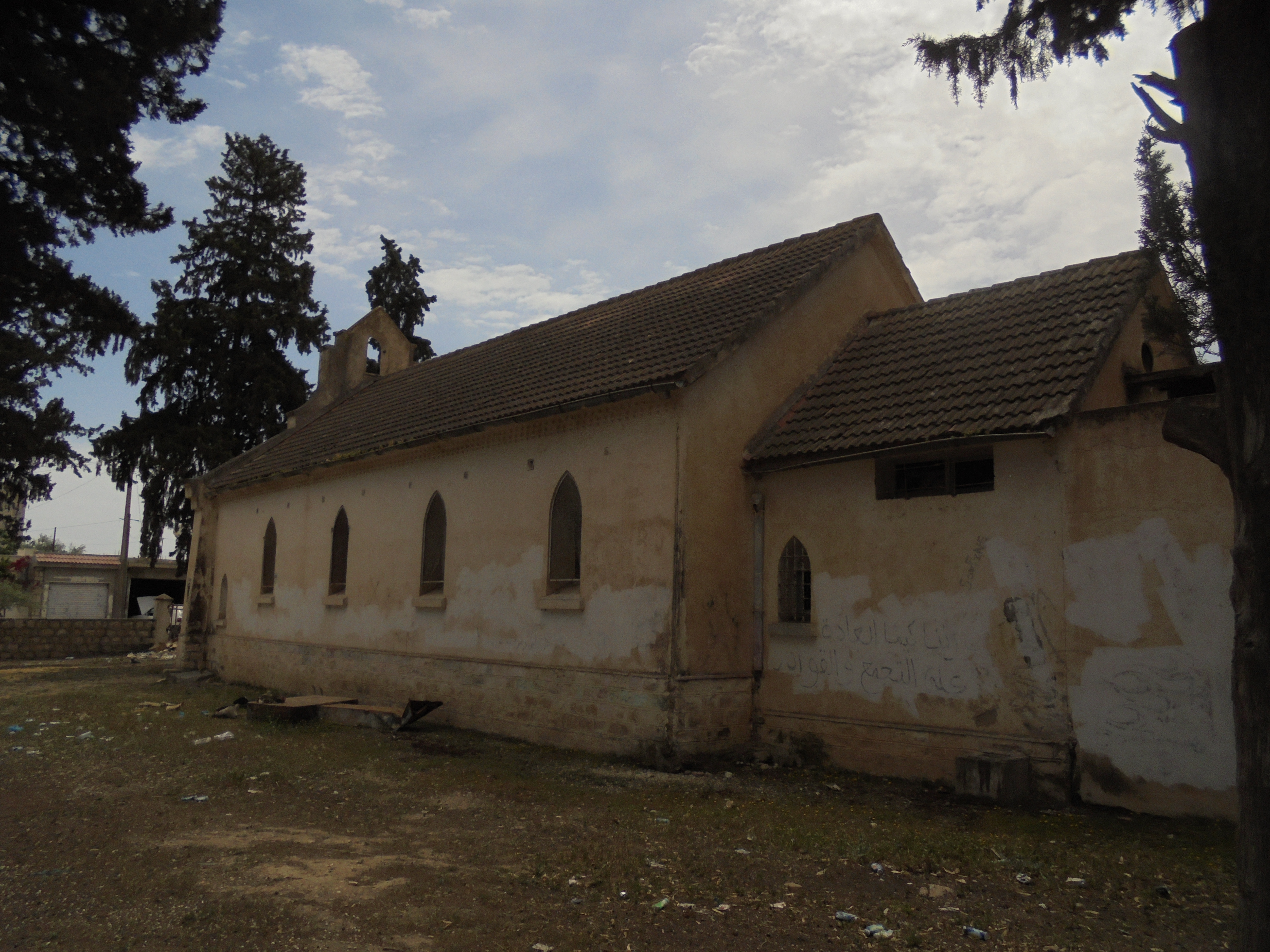
Vue arrière.
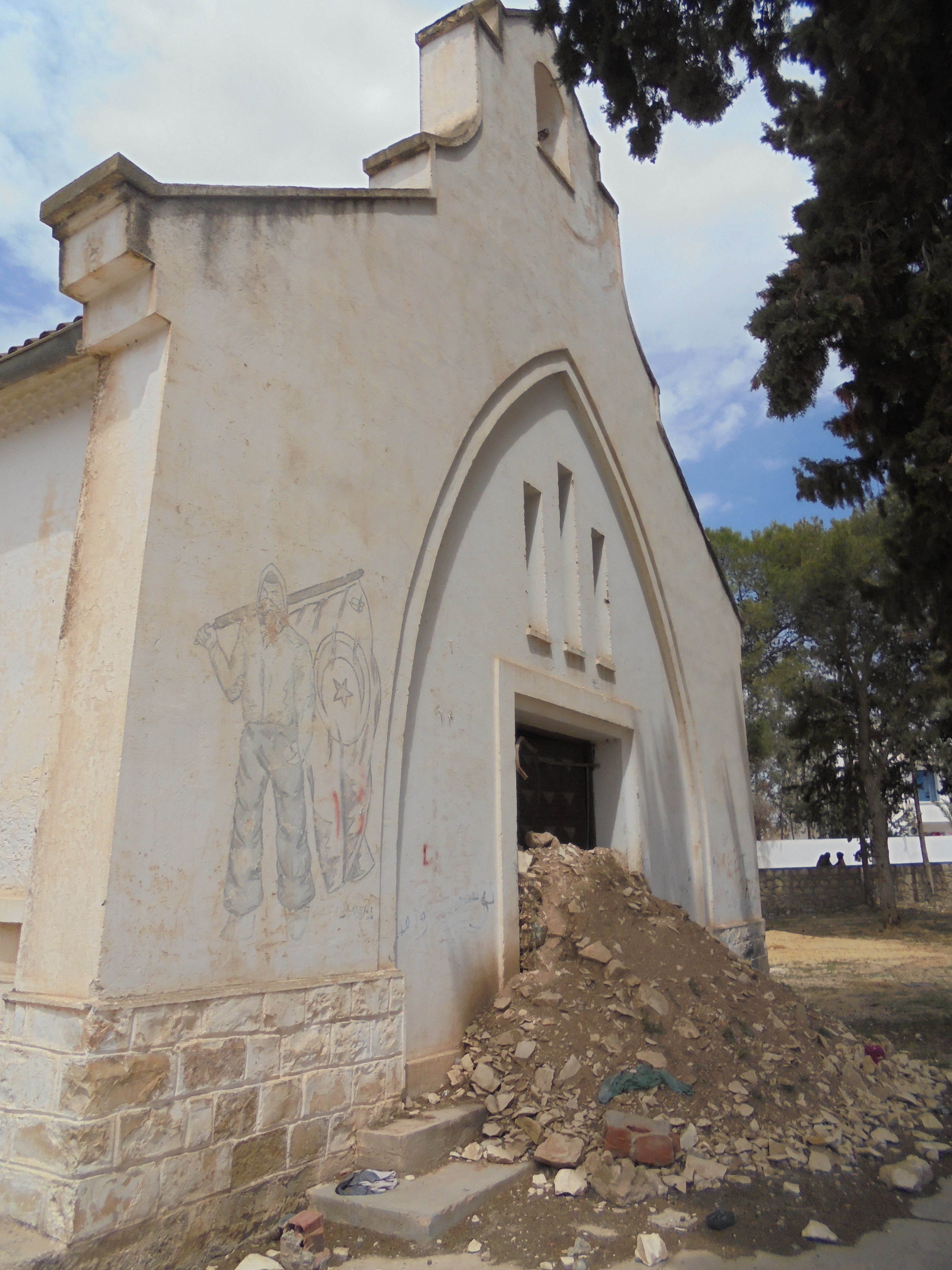
Entrée principale.
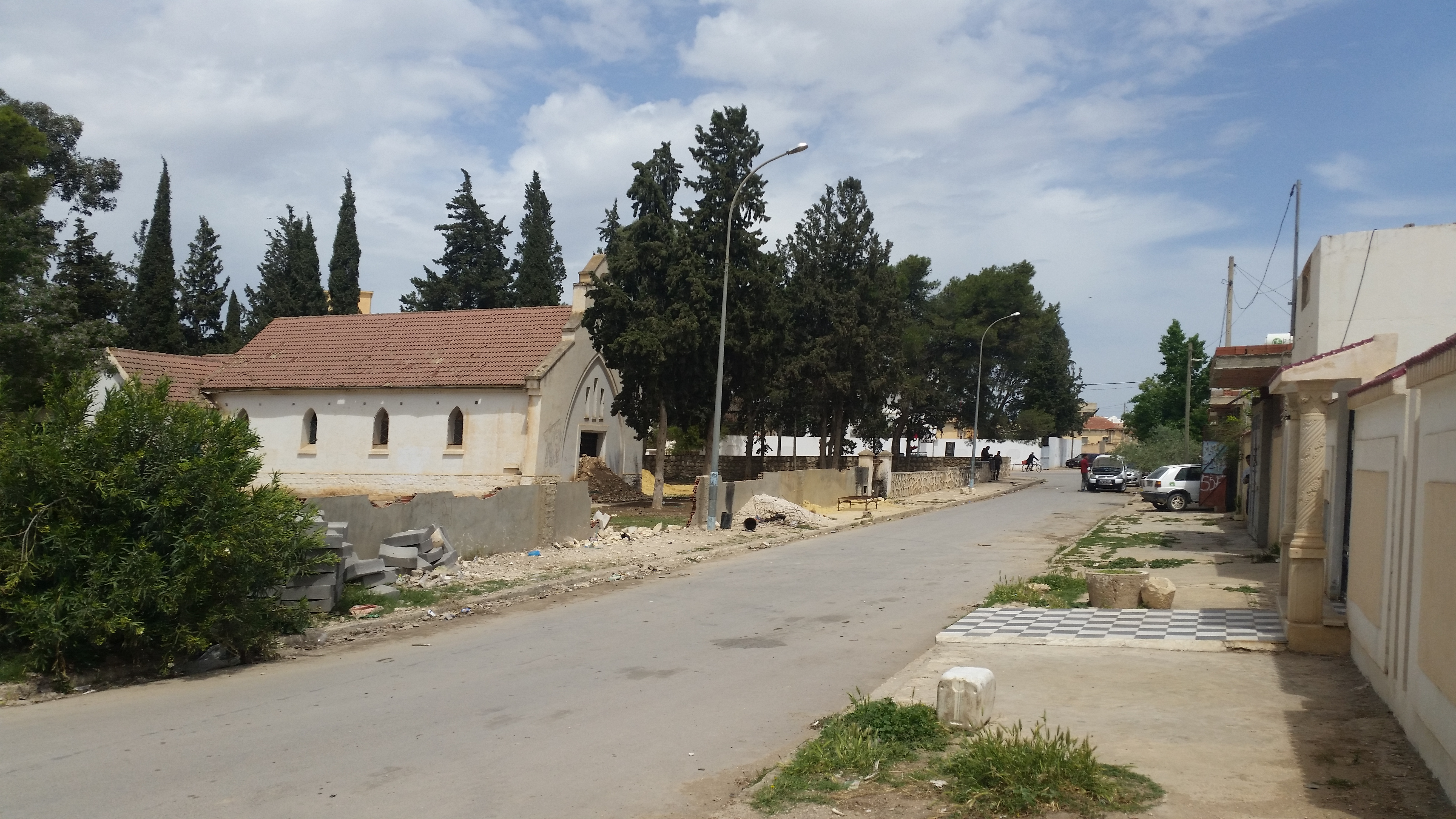
Vue générale.
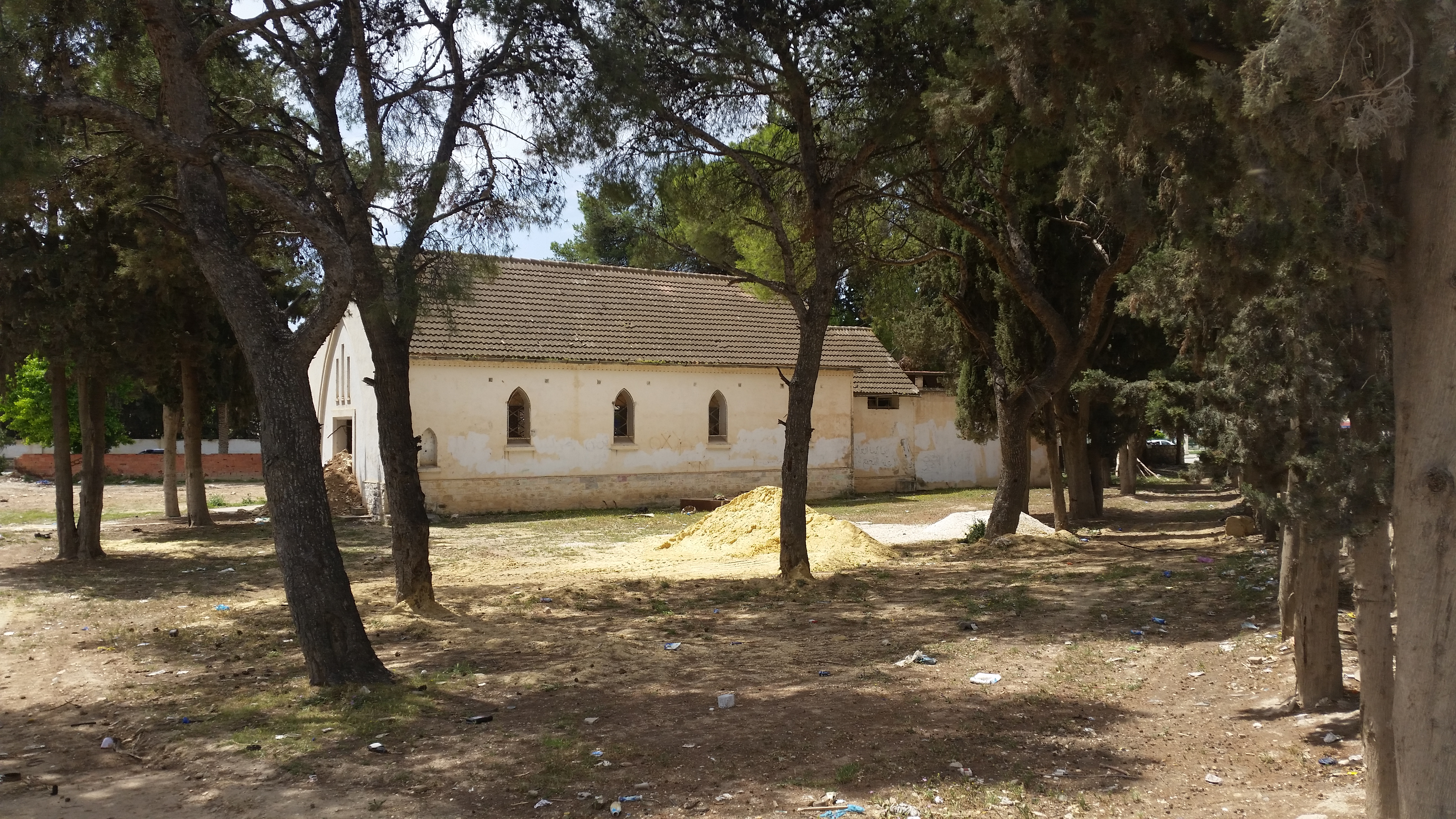
Vue générale.